# Первопоходник

Сотник А. А. Линьков. 1920. Новороссийск. На груди знак «За Ледяной поход» № 3453. Фото предоставлено семьёй

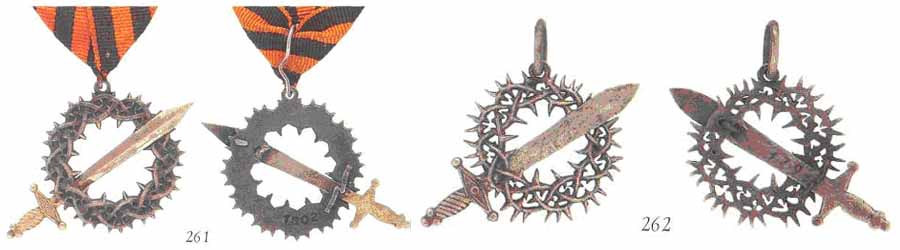
«Знак отличия Первого Кубанского похода», утверждённый генералом Деникиным в 1918 году, одна из самых почитаемых наград в Белой армии

Первопохо́дник — наименование участников Первого Кубанского (Ледяного) похода молодой Добровольческой армии зимой-весной 1918 года. Участники этого похода были отмечены редким (чуть более четырёх тысяч награждений) и чрезвычайно почётным знаком в виде серебряного тернового венка, пересечённого серебряным мечом с позолоченной рукояткой. Знак носился на Георгиевской ленте с розеткой национальных цветов (для гражданских чинов — на ленте ордена Святого Владимира). Первопоходники стали ядром всех белых формирований на Юге России. Ледяной поход стал легендой Белого движения. В эмиграции долгое время существовал «Союз первопоходников» под управлением Думы «Союза». Издавались журналы «Первопоходник» и «Вестник первопоходника». Звание первопоходника до самого конца русской военной эмиграции было одним из самых почётных.
Дума «Союза первопоходников» приняла решение (оформленное приказом по РОВС № 23 от 19 августа 1939 года) о праве на ношение этого знака старшим из прямых потомков по мужской линии после смерти первопоходника.
Также под названием «Первопоходник» выходили несколько изданий русской военной эмиграции. В 1928—1938 годах в Белграде Главным правлением Союза участников 1-го Кубанского (Ледяного) похода под командованием ￼￼генералов Корнилова, Алексеева, а после его гибели — Деникина, под этим названием издавалась газета. Первым редактором издания был А. М. Комаровский (один раз встречается написание Коморовский), последним — полковник В. М. Пронин.
В 1961 году Калифорнийским отделом Союза участников 1-го Кубанского (Ледяного) похода начал издаваться военно-исторический и политический журнал «Вестник первопоходника». Руководил изданием А. Ф. Долгополов (1961—1968) и сын генерала Корнилова Г. Л. Корнилов (1968—1969). Продолжением этого издания в 1971 году стал журнал «Первопоходник», просуществовавший до 1981 года. В общей сложности, 1961 по 1981 годы вышло 127 номеров этих изданий (включая сдвоенные). Все они отпечатаны на ротаторе и содержат десятки уникальных, нигде более не публиковавшихся воспоминаний и фрагментов мемуаров участников Первого Кубанского (Ледяного) похода.